# BSA Spitfire
La BSA Spitfire est une moto hautes performances fabriquée par BSA de 1966 à 1968 et désignée par les séries Mark II, Mark III et Mark IV. Annoncé au salon de la moto de Brighton en septembre 1965  elle s’appuyait sur la précédente BSA Lightning, avec une augmentation de la puissance. Celle-ci était obtenue grâce à l'utilisation de pistons hautes performances permettant un taux de compression plus élevé de 10.5: 1 associés à deux carburateurs Amal GP de gros diamètre avec cornet d'admission. C'était l'une des premières BSA à avoir une alimentation électrique de 12 volts. Lors de son introduction en 1966, il s'agissait de la BSA standard la plus rapide jamais produite testée par Motor Cycle, avec une vitesse max de 123 mi/h (197,9 km/h) et une moyenne de 119,2 mi/h (191,8 km/h). La Spitfire fut utilisée comme moto de liaison par les commissaires de courses du Tourist Trophy de l'île de Man en 1967.

## Évolutions

### Spitfire Mark II
Étrangement la première A65S Spitfire de 1966 était la série Mark II. Elle comportait un certain nombre de nouveautés par rapport à la Lightning, notamment une fourche avant amortie dans les deux sens, des amortisseurs Girling et une entretoise entre les tuyaux d’échappement. Un frein avant à tambour de 190 mm améliorait le freinage et des jantes en alliage léger réduisaient le poids à 174 kg.
La moto était désignée comme une sport tourer et comportait un guidon surélevé, des repose-pieds pilote montés vers l'avant et une grande selle double avec dosseret de style course. Le réservoir de carburant en fibre de verre et les panneaux latéraux couvrant le réservoir d'huile, le compartiment à outils et la batterie  étaient peints en Peony Red. Les Spitfire pour le marché du Royaume-Uni avaient un réservoir conventionnel de quatre gallons avec en option à partir de 1967 un réservoir plus grand de cinq gallons.
Une sélection d'options usines étaient disponibles pour permettre au modèle de participer aux courses de production, notamment un carénage et une selle de course.
Les deux carburateurs Amal GP de gros diamètre avec cornets d'admission amélioraient l'accélération mais rendaient le démarrage de la Spitfire difficile lorsque le moteur était chaud. Les propriétaires choisissaient le plus souvent de les remplacer par des carburateurs concentriques Amal dotés de filtres à air ronds plus classiques. Ce montage devint la norme usine à partir de 1967. Afin de stimuler les ventes sur le marché américain BSA produisit une Spitfire avec un réservoir de carburant de deux gallons suivant la tendance établie par la Harley Davidson Sportster.

### Spitfire Mark III
Pour l'année modèle 1967, la Spitfire fut amélioré avec la série Mark III. Les carburateurs Amal GP à admission ouverte (cornets) furent remplacés par des Amal Concentrics  avec des filtres chromés individuels qui permettaient une meilleure réponse du moteur dans les bas régimes et facilitaient les démarrages à chaud.
Le réservoir de carburant fut agrandi et passa à cinq gallons britanniques, ce qui entravait l’accès à la bougie et au carburateur. Les modèles Mark II et Mark III UK portaient tous deux les insignes «Flash» traditionnels de BSA insérés dans le gelcoat du cache latéral. Les modèles d'exportation Mark III, en majorité des Spitfire, avait sur le côté un sticker similaire à celui des autres machines de l’année 1967. Les autres modifications concernaient les leviers de commande en alliage Amal (aluminium) avec tendeurs de câbles (que BSA fabriqua pour succéder aux Amal et commercialisé sous la marque d'accessoires Motoplas) et le régulateur de tension Zener diode installé dans un dissipateur thermique en aluminium monté en hauteur sur les tubes avant du cadre afin de bénéficier du flux d'air de refroidissement.

### Spitfire Mark IV
1968 fut la dernière année de fabrication des Spitfire "Mark" avec la série Mark IV. Les carburateurs Amal Concentric furent associés à des freins avant à double patin et à des contacteurs d'allumage Lucas réglables indépendamment pour faciliter le démarrage et le réglage. La puissance du moteur fut augmentée atteignant 53 ch (39 kW). Au total 1291 véritables Spitfire 1968 furent produites, sans compter les 478 Spitfire «hybrides» 1968 portant des numéros de série de 1967. Les «hybrides» ont été expédiés de mars à mai 1968, vers la fin de l'année de modèle 1968.

## Galerie

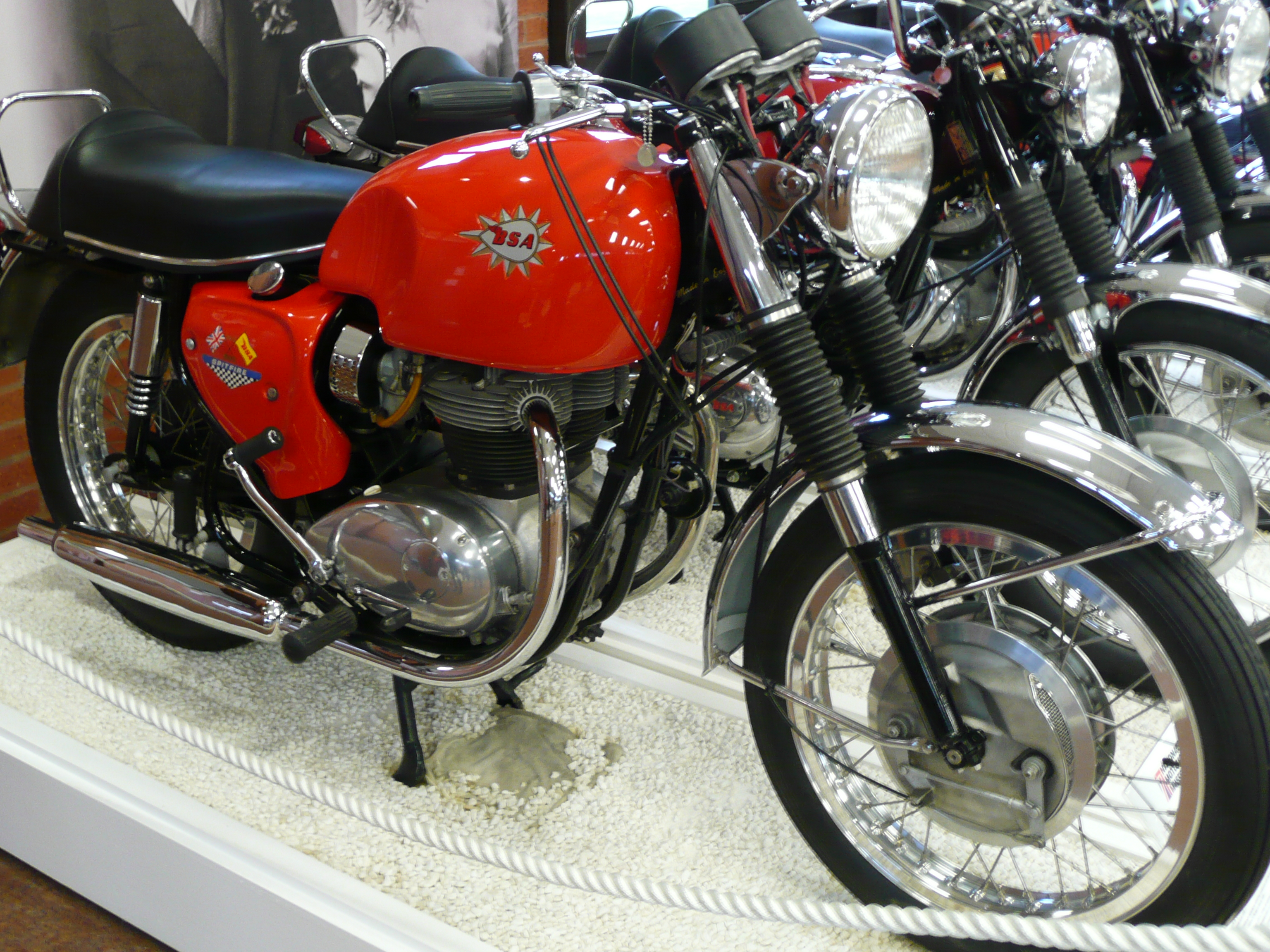
Spitfire MK IV au musée national de la moto de Birmingham
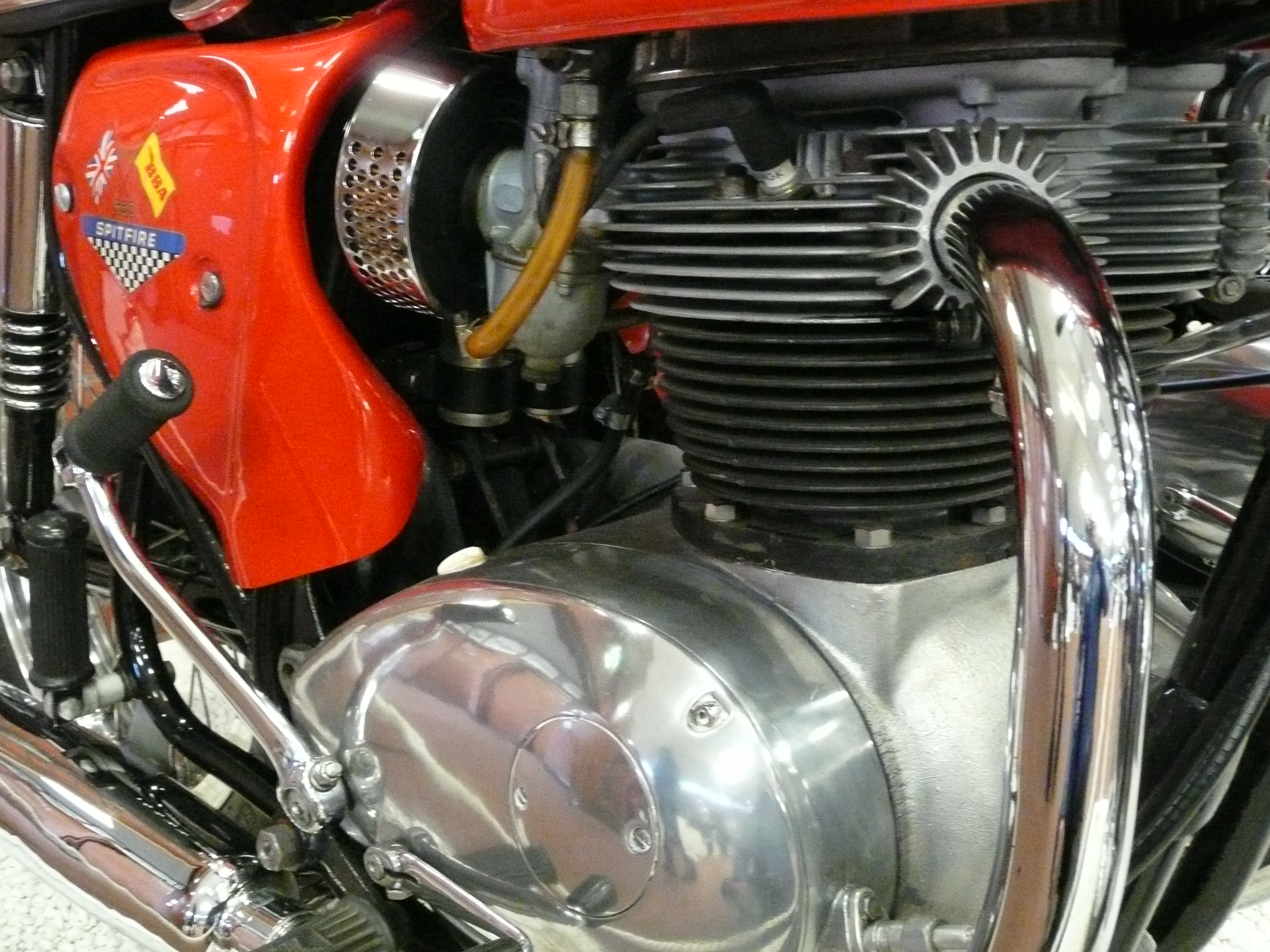
Spitfire MK IV au musée national de la moto de Birmingham
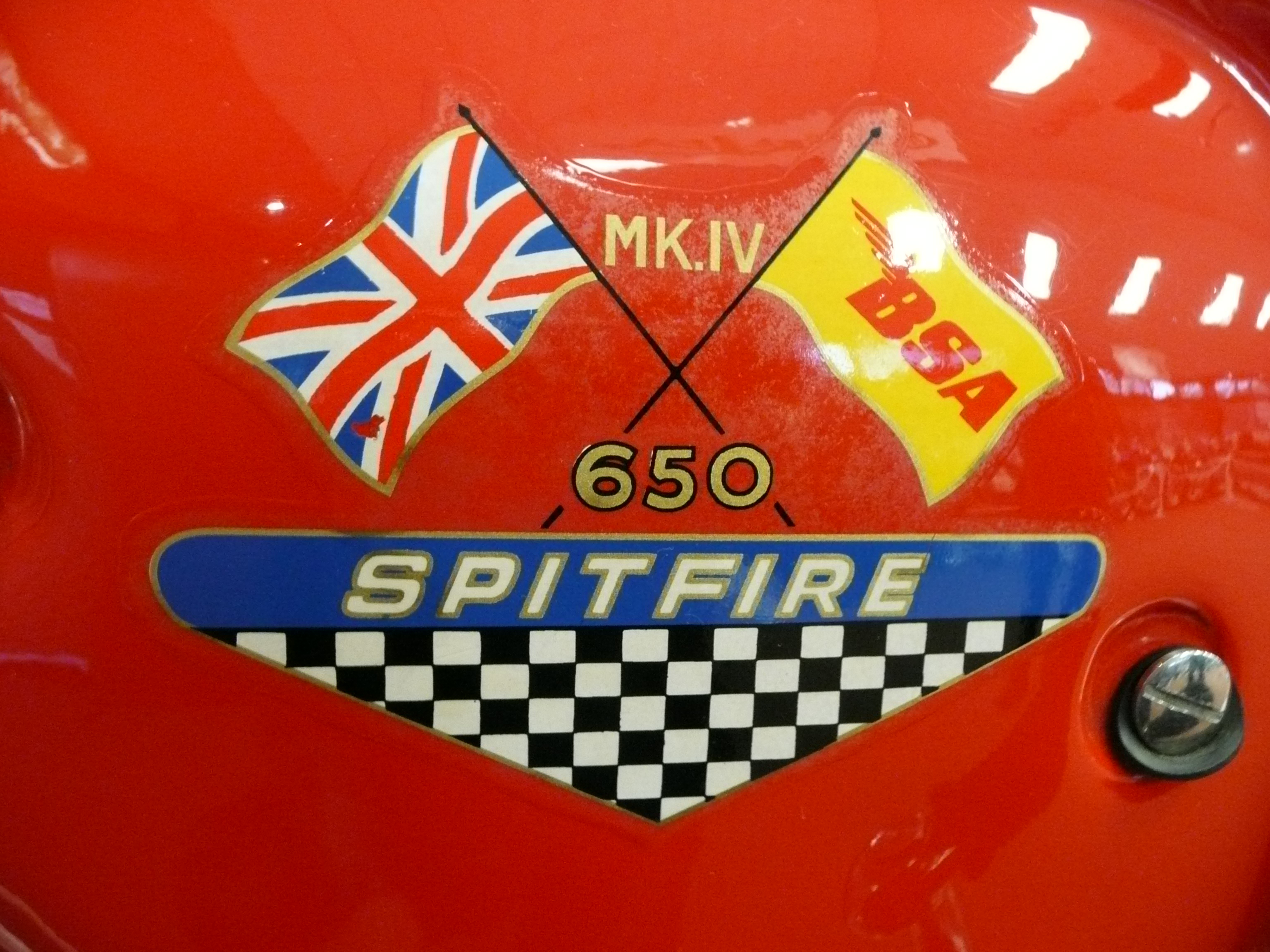
Gros plan du badge MK IV